# Илли
И́лли — героико-эпические песни чеченцев и ингушей. Наибольшее развитие жанр получил в XV—XIX веках.

## Этимология
По мнению языковеда А. Н. Генко, слово «илли» проихсодит от кумыкского «йыр».

## Жанровые особенности
Одной из стилевых особенностей илли является приуроченность песенных событий к определённому времени года, суток, что делает их сюжеты более достоверными для слушателей. Были сформированы некоторые поэтические формулы — каждому этапу повествования, действию героя соответствует определенное время суток, например, песенные события чаще всего начинаются вечером, герой отправляется в поход — утром. Эстетическим законом жанра также является изображение противников героя через их неблаговидные поступки.
Основная идея илли нередко содержится в переживаниях героя, его речах, размышлениях и думах. Ещё одним признаком эпичности являются устойчивая форма обращений героев друг к другу. Провожая сына в поход, мать произносит напутствие, после выезда из села, герой обращается с речью к коню, есть также обращения героя к Тереку, матери (она занимает в эпосе
особое место) — к врачам, лечащим раненного сына. Эти позднеэпические мотивы говорят об устоявшейся композиционной модели.
Существуют и пародийные, иронические илли. В их построении использованы те же приёмы, что и в обычных илли, это делает пародию более острой и смешной. Появление илли-пародий говорит об эволюционной завершённости жанра. Существуют песни, рождённые во взаимодействии с песенно-поэтической культурой Дагестана. Поздним илли присущ антифеодальный характер и остросоциальные мотивы.

## Сюжетные линии
Во многих илли изображены реальные исторические события. Обычно в основу сюжета ложился эпос о сопротивлении насилию захватчиков, борьба с несправедливостью, против иноземных князей, местных феодалов, месть. Популярны сюжеты об эпических испытаниях главного героя, которые он проходит, борясь за невесту.

## Лейтмотивы
Лейтмотивы чеченских и ингушских илли — это стремление к свободе личности, следование горскому кодексу чести, защита родины и чести рода, умение достойно выходить из самых трудных ситуаций, бесконечная любовь матери к сыну, боль за родную землю.

## Роль в обществе
Илли выполняли воспитательные функции в чеченском и ингушском обществе. Через них передавалась система моральных ценностей, духовно-нравственные ориентиры, представлялась правильная модель поведения в разных жизненных ситуациях. Илли также выполняли функцию психологической поддержки. Недаром, как гласит легенда, когда великий завоеватель Тимур спросил у своих воинов, забрали ли они у чеченцев дечиг пондар, услышав отрицательный ответ, сказал: «Значит, мы их только разбили, но не покорили…». Кроме того, илли консолидировали общество для борьбы с иноземными завоевателями.

## Герои
Главным героем илли обычно является къонах-кӀант (молодец) — собирательный образ, обладающий качествами идеального мужчины. Он храбр, честен, знает и соблюдает горский этикет, хороший воин, равнодушен к славе и почестям, всегда вступается за слабых и готов дать мудрый совет. Звание «къонаха-кӀанта» неофициально давал сам народ. Получить такое прозвище мечтал каждый чеченец и шёл к этому всю жизнь. При этом къонах, в отличие от героев-богатырей древнего эпоса, лишен сверхчеловеческих возможностей, он вполне реален и побеждает врагов благодаря своим личным качествам, без помощи волшебства, например, живший в XV веке, чеченский народный герой Адин Сурхо (Сурхо, сын Ады). Нередко другом главного героя является представитель другого народа. Обязательные атрибуты героя — хороший быстрый конь и оружие. Немало песен о реальных исторических личностях (цикл илли о Бейбулате Таймиеве и др.).

## Исполнение
Исполняются обычно мужчинами. Древние сказатели исполняли илли под аккомпанемент дечиг пондара. Как отметил в XIX веке русский исследователь Н. С. Семёнов, во время исполнения илли в традиционной обстановке сказитель переживает за своего песенного героя, а слушатели эмоционально реагируют на развитие сюжета.

## Известные сказители
Абдурзаков Микаил, Бетельгиреев Сайд-Магомед, Гакашев Магомед, Джанаралиев С., Ибрагимов Сангари, Мехтиев Дауд, Мохмад из села Чишки, Орзимов Денисолт, Орцуев Насуха, Сулейманов Бауди, Темуркаев Ахмед, Тушаев А., Шидаев Сайд-Ахмед, Эльбердов Асхаб и др.
В Ингушетии существовала школа исполнителей ингушских илли. Так, Д. Д. Мальсагов в 1930-х годах сообщал, что был целый род Бисыркоевых, имевших известность как «прекрасные» исполнители музыки и песен.

## Исследования и публикации

### Чеченские
Первая публикация чеченской народной песни в нотной записи состоялась в «Азиатском музыкальном журнале», выходившем под редакцией Ивана Добровольского в 1816—1818 годах в Астрахани:4.
В 1849 году И. А. Клингером были сделаны записи шести чеченских песен, они сохранились в архиве Владимира Фёдоровича Одоевского. Позже С. В. Татаева в своей статье «К вопросу о записях и публикациях произведений чеченского музыкального фольклора в первой половине XIX в.», опубликованной в 1980—1981 гг. дала музыкальный анализ записанных Клингером чеченских песен справедливо названных «одним из первых образцов музыкального фольклора чеченцев»:4.
В 1852 году Л. Н. Толстой записал от своих друзей чеченцев Садо Мисербиева и Балты Исаева две лирические песни — «Я сама бы себя убила» («Со сайнна тоьхна лийрайара») и «Ах, тяжко мне, родимая матушка» («Ма хала дукха суна, хьоме нана»). Они были записаны русскими буквами на чеченском языке и также имели перевод. Эти записи признаны в 1927 году «первым по времени письменным памятником чеченского языка»:4.
Песнь «Высохнет земля на могиле моей» Толстой ввёл в свою повесть «Хаджи-Мурат», назвав её «песней о кровомщении», хотя она по своему жанру таковой не являлась:4.
В первой половине XX веке было издано три тома, посвящённых изучению чеченского фольклора, четвёртый издали в 1970 году на частные средства. Он содержит около 40 илли:5.
В конце 2007 года под эгидой Академии наук Чеченской Республики был опубликован пятый том «Чеченского фольклора», в который вошли илли и лирико-эпические песни — узамы (предыдущий том был издан в 2005 году). Составитель фольклорного издания фольклорист, руководитель Росохранкультуры РФ по ЧР Исмаил Мунаев. Книга представляет собой научное издание оригинальных аутентичных текстов народных поэтических произведений позднего в стадиальном отношении героико-исторического эпоса чеченцев, бытовавшего ещё до последнего десятилетия XX века.

### Ингушские
Первые записи ингушских песен «илли» на ингушском языке сделал М. Э. Джабагиев в конце XIX-го — начале ХХ-го века. Они были записаны используя созданный им же ингушский алфавит на латинской основе. Опубликованы они были позднее, в различных публикациях, самым главным из которых, по мнению фольклориста М. А. Матиева, является сборник ингушского фольклора «Ингушские народные тексты» (на ингушском и французском языках, французский перевод сделал Ж. Дюмезиль), опубликованный в 1935 году в Париже. В 1940-м году были опубликованы несколько ингушских илли в сборнике «Ингушский фольклор» («Гӏалгӏай фольклор») молодых писателей и фольклористов Х. С. Осмиева и Х.-Б. Ш. Муталиева. В дальнейшем, илли несколько раз публиковались на ингушском и русском языках. В нынешние годы новые записи ингушских песен были сделаны З. Албогачиевой, М.-Г. Аушевым, И. А. Дахкильговым, А. У. Мальсаговым, Д. Картоевым, С. Патиевым, А. Х. Танкиевым, М. Халухоевым и другими. По свидетельству М. А. Матиева, во время фольклорных экспедициях в ингушские села в 1997—2003-е годы, в которых он участвовал, были обнаружены «заметные признаки разрушения жанра».
Ингушские илли исследовали Д. Д. Мальсагов, Х. Д. Ошаев,  Я. Вагапов, И. А. Дахкильгов, А. Х. Танкиев, Б. Садулаев, И. Мунаев, Я. Ахмадов и другие, научные работы которых изданы в различных известиях, альманахах и сборниках. По мнению М. А. Матиева, одно из лучших исследований илли принадлежит  З. К. Мальсагову, работы 1930-х годов которого являются «настольными книгами местных  фольклористов».